# Чепалов Олександр Іванович
Олександр Іванович Чепалов (нар. 16 листопада 1945, Липецьк, Воронезької області) — радянський та український театрознавець, дансолог, театральний критик, педагог, драматург, фотохудожник. Диригент-хормейстер. Доктор мистецтвознавства (2008). Професор (2010). Заслужений діяч мистецтв України (2019).

## Біографічні відомості

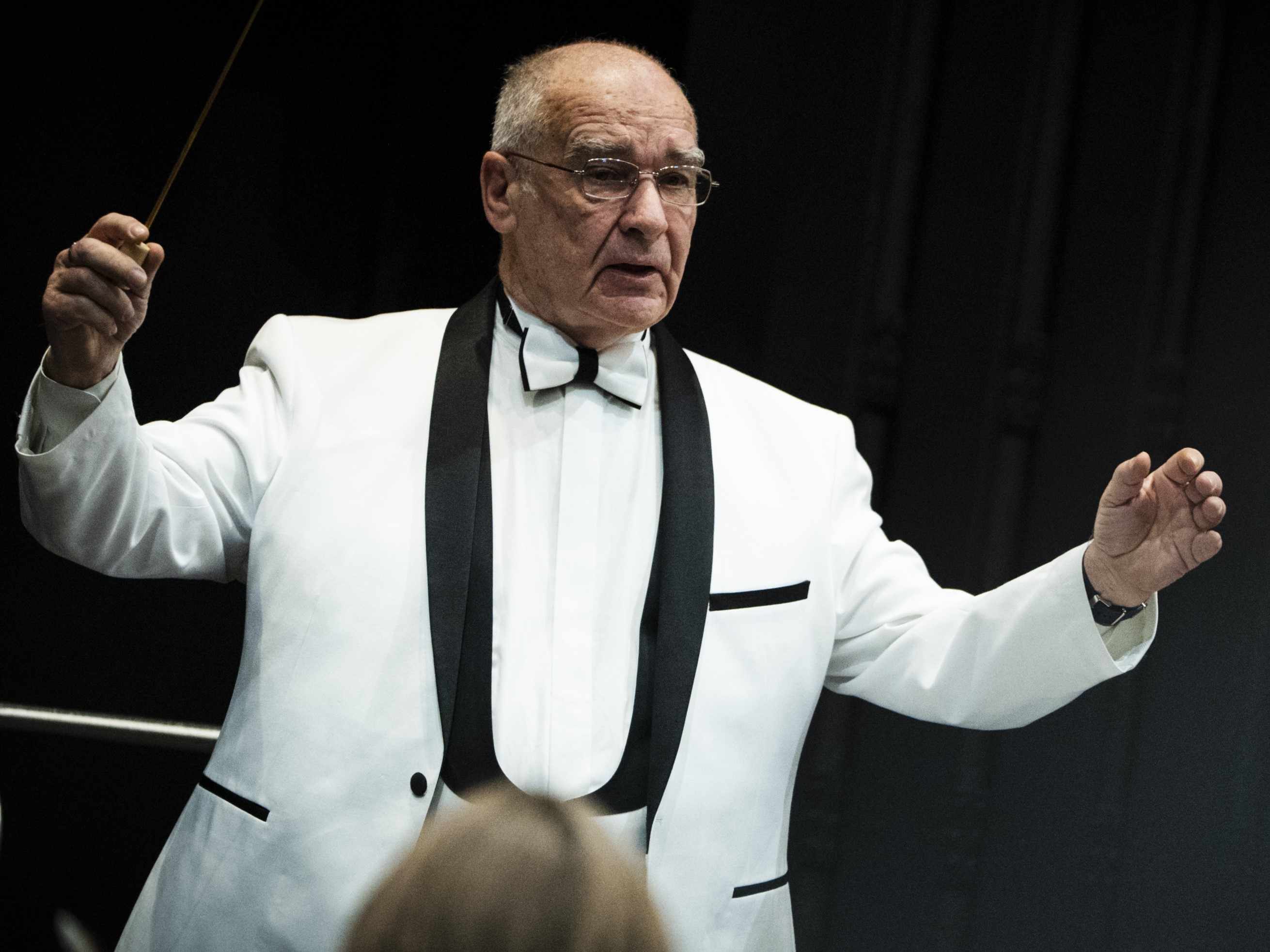
О. Чепалов (2024 р.)

Трудовий стаж обчислюється з 1962 р.
В 1964—1967 служив в армії (Харківське вище військове авіаційне училище льотчиків).
В 1970 закінчив Харківське музичне училище за класом хорового диригування.
Від жовтня 1973 по липень 2020 р. — завідувач літературної частини Харківського державного академічного театру опери та балету ім. М. Лисенка.
У 1974—1980 роках навчався заочно на театрознавчому факультеті Ленінградського державного інституту театру, музики і кіно (педагоги ― В. О. Сахновський-Панкєєв, В. М. Красовська, Д. І. Золотницький, А. А. Гозенпуд).
У 1987 році захистив дисертацію «Пошуки нових форм виражальності в революційному театрі 20-х років і творчість М. М. Фореггера» на здобуття вченого ступеню кандидата мистецтвознавства (Ленінград).
Від 1988 викладав у Харківському державному інституті культури. Обіймав посаду завідувача кафедри мистецтвознавства (1999—2002), бальної хореографії (2012—2014), професора кафедри народної хореографії.
З 1995 по 2002 власний кореспондент газети «Труд» (2000—2002 «Труд-Україна») в Харківській, Сумській та Полтавській областях.
Протягом 2003—2007 років навчався в докторантурі Національної музичної академії України в Києві.
У 2007 захистив докторську дисертацію на тему «Жанрово-стильова модифікація вистав західноєвропейського хореографічного театру XX ст.» (науковий консультант ― професор Черкашина-Губаренко Марина Романівна).
Член Національної спілки театральних діячів України (1996), Національної спілки журналістів України (2005), Національної Спілки хореографів (2023).

З 2008 — член Міжнародної Ради танцю ЮНЕСКО (CID).
З 2011 — 2015 ініціатор та головний редактор журналу «Танец в Украине и мире».
З 2011 — 2018 член Спеціалізованої Вченої Ради Д. 64.807.01. по захисту дисертацій при Харківській державній  академії культури.
Упродовж 2018—2022 років — головний редактор часопису «Танцювальні студії»
З 2022 р. — член Спеціалізованої Вченої Ради Єреванського інституту мистецтвознавства та член редколегії часопису «Мистецтвознавчі записки» (там само)
Член журі національних та міжнародних конкурсів, фестивалів, експертних рад та прес-груп. 

## Вчені ступені, звання та нагороди

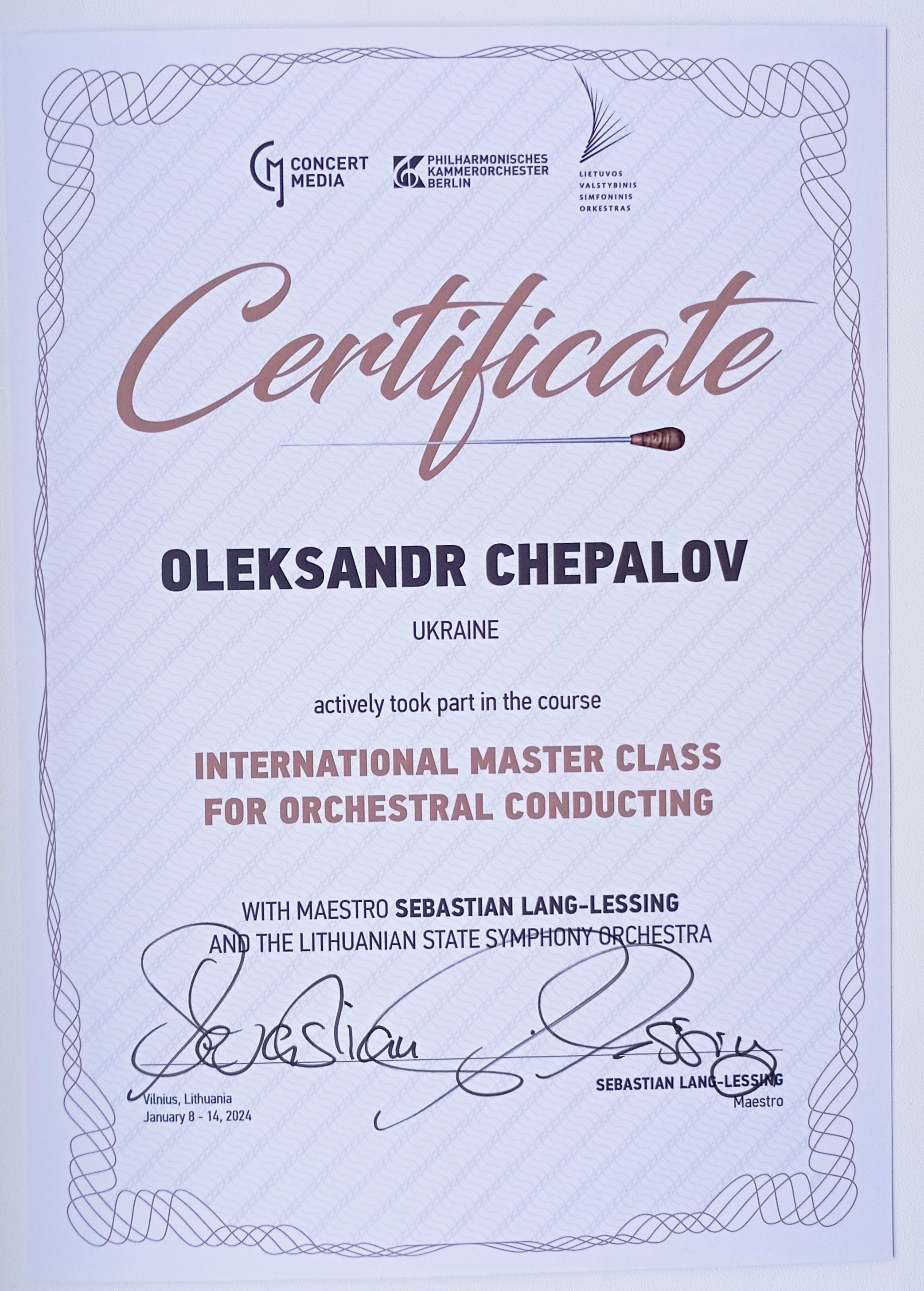
Сертифікат диригентського майстер класу

- Лауреат премій Спілки театральних діячів України (1987, 2005).
- Кандидат мистецтвознавства  (1987).
- Доктор мистецтвознавства (2008).
- Лауреат муніципальної премії ім. Г. Квітки-Основ'яненка (2008).
- Професор (2010).
- Почесна Грамота Міністерства культури України (2015).
- Заслужений діяч мистецтв України (2019).

## Опубліковані праці
Усього більше  3000 статей в періодичних виданнях різних країн, в тому числі більше 300 наукових робіт.

### Книги
- Чепалов А. Судьба пересмешника, или Новые странствия Фракасса. Харьков, 2001. 188 с. ISBN 966-8019-19-9
- Чепалов О. Хореографічний театр Західної Європи XX ст. : монографія. Харків: ХДАК, 2007. 343 c. ISBN 978-966-8308-06-2.
- Чепалов А. Записки «Призрака оперы». — Харьков: Золотые страницы, 2012. 255 с. ISBN 978-966-400-257-5
- Чепалов А. Театральная бессонница в летнюю ночь. — Харьков: Золотые страницы, 2015. 407 c. ISBN 978-966-400-336-7
- Чепалов О. Хореологія. Статті та лекції. Київ. Ліра-К.2020. 228 с. ISBN 978-617-520-019-3
- Чепалов О.Театральна вечырка non-stop.Київ. Ліра - К. 2025.408 с. ISBN 978-617-520-995-0

### Вистави за п'єсами та лібрето О. Чепалова
- Балет В. Золотухіна «Вогонь Еліди» (1980, Харківський театр опери та балету), у співавторстві з В. Соболєвим.
- Опера Д. Клебанова «Маївка» (1981, Харківський театр опери та балету).
- Опера М. Стецюна «Коли звірі говорили» (1991, Харківська філармонія, 1996, Харківський театр опери та балету). Те ж під назвою «Три мішки хитрощів» в Дніпропетровському театрі опери та балету (2000).
- Вистава-романс «Свята грішниця Євлалія» (2000, Харківський театр опери та балету).
- «Співай, Лоло, співай» за романом Г. Манна «Вчитель Гнус» (2015, Київський театр драми та комедії на Лівому березі, 2020 — Київський нац. академ. драматичний театр ім. І. Франка).

## Сім'я
- Син Родіон Олександрович (1973), журналіст, педагог
- Син Олексій Олександрович (1984), журналіст, перекладач
- Дружина Бондар Олена Володимирівна (1966)